# 贵州八角莲
贵州八角莲（学名：Dysosma majorensis）为小檗科鬼臼属下的一个种。

## 扩展阅读
- 維基物種上的相關：贵州八角莲